# Platerówka (gmina)
Platerówka est une gmina rurale du powiat de Lubań, Basse-Silésie, dans le sud-ouest de la Pologne, à la frontière avec la République tchèque. Son siège est le village de Platerówka, qui se situe environ 10 km au sud-ouest de Lubań, et 130 km à l'ouest de la capitale régionale Wrocław.
La gmina couvre une superficie de 47,94 km2 pour une population de 1 751 habitants.

## Géographie
La gmina est bordée par la ville de Lubań et les gminy de Leśna, Lubań, Siekierczyn et Sulików. Elle est également frontalière de la République tchèque.
La gmina contient les villages de Platerówka, Przylasek, Włosień et Zalipie.